# Dragun
Dragun je priimek več oseb:
- Aksana Drahun, zapisano tudi kot Oksana Dragun, beloruska atletinja
- Charmaine Dragun, avstralska novinarka
- Vasilij Mihailovič Dragun, sovjetski general